# These Dreams of You
«These Dreams of You» es una canción del músico norirlandés Van Morrison publicada en el álbum de 1970 Moondance y en el álbum en directo de 1974 It's Too Late to Stop Now.
Van Morrison describió "These Dreams of You" diciendo:

"Es el resultado de un sueño que tuve sobre Ray Charles siendo disparado. Eso dio comienzo a la canción. El verso "you paid your dues in Canada" (lo cual puede traducirse al español como: "Pagaste tus deudas en Canadá") no sé realmente de donde viene, simplemente tuve una imagen romántica de un viaje a Canadá y eso es todo. La canción trata básicamente sobre sueños".

Brian Hinton añadió a la definición de Morrison: "Más bien sobre pesadillas, con la amante de Van mintiendo, saliendo, ignorando a sus hijos; extraño comportamiento de un ángel. La voz de Van suena casi estrangulada en el último estribillo".

## Personal
- Van Morrison: voz y armónica
- John Klingberg: bajo
- Jeff Labes: piano
- Gary Mallaber: batería
- John Platania: guitarra
- Jack Schroer: saxofón alto
- Collin Tilton: saxofón tenor